# Phanerotomella
Phanerotomella (лат.) — род перепончатокрылых насекомых-наездников из семейства браконид. Старый Свет. Известно около 100 видов.

## Распространение
Встречается во всех биогеографических регионах Старого Света. Европа, Восточная Палеарктика, Афротропика (включая Мадагаскар), Индо-Австралийский регион.

## Описание
Длина около 5 мм. От близких родов браконид отличаются строением усиков и жилкованием крыльев. Жгутик усика состоит не менее, чем из 30 флагелломеров (иногда до 60). Первая радиомедиальная и дискоидальная ячейка разделены первым отрезком медиальной жилки; радиальная жилка разделена на два отрезка. Первые три тергита брюшка сливаются и образуют общий панцирь (с заметными швами между тергитами). Хозяева Phanerotomella в значительной степени неизвестны, и только для Phanerotomella hawaiiensis (Ashmead, 1901) известно, что он паразитирует на гусеницах Stoeberhinus testaceus Butler, 1881 (Lepidoptera: Autostichidae).
Простые глазки расположены в виде равностороннего треугольника; фасеточные глаза круглые, голые и довольно маленькие; наличник с зубцами или без них; затылочный киль полный; антенны не менее чем с 24 антенномерами (до 60, но варьируют в пределах видов); нотаули присутствуют или отсутствуют; переднее крыло 1-SR+M присутствует и исходит из парастигмы; 1-cu1 постфуркальный; 2-SR+M антефуркальный, постфуркальный или интерстициальный; жилка R не достигает вершины крыла; 2-R1 присутствует или отсутствует; часто присутствуют только два радиальных абсциссы (3-SR отсутствует, интерстициальный), если присутствует третий абсцисса (3-SR), то 3-SR постфуркальный или антефуркальный; субдискальная ячейка открыта (cu1b отсутствует); проподеальные бугорки отсутствуют или присутствуют; средняя голень без блистера; панцирь брюшка с поперечными швами; панцирь сзади с пятью зубцами или лопастями.

## Систематика
Известно около 100 видов. Род был впервые выделен в 1900 году венгерским энтомологом Gyözö Viktor Szépligeti (1855—1915).
Phanerotomella включён в подтрибу Phanerotomellina трибы Phanerotomini из подсемейства Cheloninae и рассматривается сестринским к роду Wushenia Zettel, 1990.

### Классификация
- P. alami Ahmad & Shujauddin, 2003
- P. albipalpis (Cameron, 1912)
- P. albiscapa (Ashmead, 1905)
- P. annulicornis Granger, 1949[6]
- P. antennata Granger, 1949[6]
- P. apetila Chen & Ji, 2003
- P. ashmeadi Kittel, Jennings et Austin, 2015[1]
- P. atrata de Saeger, 1948
- P. aurea Zettel, 1989
- P. bakeri Zettel, 1989
- P. barbieri Sigwalt, 1978
- P. beckeri Zettel, 1989
- P. bellula Papp, 1989
- P. bicolorata He & Chen, 1995
- P. bisulcata (Herrich-Schaffer, 1838)
- P. bouceki Zettel, 1989
- P. brevivena Kittel, Jennings et Austin, 2015[1]
- P. capensis Zettel, 1989
- P. castanea Kittel, Jennings et Austin, 2015[1]
- P. ceylanica Zettel, 1989
- P. collinsi Zettel, 1989
- P. crassa Zettel, 1989
- P. crassicornis Zettel, 1989
- P. curtogaster Kittel, Jennings et Austin, 2015[1]
- P. dentata Kittel, Jennings et Austin, 2015
- P. dimorpha Kittel, Jennings et Austin, 2015
- P. discoloria Kittel, Jennings et Austin, 2015[1]
- P. flava Zettel, 1989
- P. flavens  Kittel, Jennings et Austin, 2015
- P. fumipennis Zettel, 1989
- P. gigantea Granger, 1949[6]
- P. gladius Ji & Chen, 2003
- P. gracilimandiblis Chen & Ji, 2003
- P. hawaiiensis (Ashmead, 1901)
- P. juliae de Saeger, 1948
- P. kimbaensis  Kittel, Jennings et Austin, 2015[1]
- P. kriegeri  Kittel, Jennings et Austin, 2015[1]
- P. lepida de Saeger, 1948
- P. longa Ji & Chen, 2003
- P. longieyesis Ji & Chen, 2003
- P. longipedes Chen & Ji, 2003
- P. longipes Szepligeti, 1900
- P. longitemporalis Zettel, 1989
- P. lutea Szepligeti, 1922
- P. magnifica Zettel, 1989
- P. mariae Belokobylskij, 1986
- P. microcellata  Kittel, Jennings et Austin, 2015[1]
- P. minuta Zettel, 1989
- P. mohri Zettel, 1989
- P. mucronata de Saeger, 1948
- P. namkyensis Sigwalt, 1978
- P. naumanni  Kittel, Jennings et Austin, 2015[1]
- P. nigrialba Zettel, 1989
- P. nigricaner Chen & Ji, 2003
- P. nigronitens Zettel, 1989
- P. nigronotata Belokobylskij, 1989
- P. nitida Zettel, 1989
- P. orientalis Tobias, 1986
- P. pallidistigmis Ji & Chen, 2003
- P. palliscapus Chen & Ji, 2003
- P. pasohensis Zettel, 1989
- P. phanerotomoides  Kittel, Jennings et Austin, 2015[1]
- P. picticornis Ji & Chen, 2003
- P. pulchra Fahringer, 1934
- P. punctata Zettel, 1989
- P. pungogaster  Kittel, Jennings et Austin, 2015[1]
- P. quadridens Zettel, 1989
- P. rhytismus Chen & Ji, 2003
- P. rufa (Marshall, 1898)
- P. rugifrontata Ji & Chen, 2003
- P. sculpturata Szepligeti, 1900
- P. sedlaceki Zettel, 1989
- P. seyrigi Granger, 1949[6]
- P. similis Zettel, 1989
- P. sinensis Zettel, 1989
- P. spinosa Granger, 1949[6]
- P. subdentata Granger, 1949[6]
- P. szepligetii  Kittel, Jennings et Austin, 2015[1]
- P. taiwanensis Zettel, 1989
- P. tobiasi Belokobylskij, 1986
- P. townesi Zettel, 1989
- P. tristis Granger, 1949[6]
- P. variareolata Belokobylskij, 1986
- P. variata  Kittel, Jennings et Austin, 2015[1]
- P. varicolorata Zettel, 1989
- P. xizangensis He & Chen, 2001
- P. yemenitica Achterberg, 2021
- P. zhejiangensis He & Chen, 1995

### Дополнение
- 2025 год (He et al., 2025): P. annulata, P. atratoides, P. aurantisoma, P. brevifemorata, P. digitata, P. distenticornis, P. emeiensis, P. exilicornis, P. flavigena, P. fulgida, P. fuscitibialis, P. nigrisoma, P. rugifera, P. rugulosa, P. tenuipes, P. xui[2].